# Pallantides
 (novembre 2014).
Les Pallantides (en grec classique, Παλλάντιδαι) sont les cinquante fils de Pallas et donc les petits-fils du roi d'Athènes Pandion. Ils sont les neveux d'Egée et les cousins de Thésée.

## Mythe des Pallantides
Les Pallantides ont cru longtemps que leur oncle le roi d'Athènes Egée n'avait pas d'enfant et qu'ils recueilleraient un jour sa succession. En effet, la naissance de Thésée était restée secrète. Il avait été élevé loin d'Athènes, à Trézène, dans le Péloponnèse. Lorsque Thésée, à l'âge de seize ans, arriva à Athènes et se fit reconnaître de son père, ils contestèrent sa légitimité. Cependant les Athéniens le proclamèrent roi. Les Pallantides se révoltèrent contre lui. Ils se divisèrent en deux groupes, dont l'un attaqua la ville depuis Sphettos et l'autre se posta en embuscade à Gargettos pour essayer de prendre leur adversaire à revers. Mais leur plan fut révélé à Thésée et ils furent vaincus et tués.
Selon certaines sources, Thésée dut s'exiler pendant un an à Trézène, en expiation de ses meurtres.

## Sources antiques
- Plutarque, Thésée, 3 ; 13.
- Euripide, Hippolyte : "Puis Thesée dut quitter le pays de Cécrops expiant par l'exil le sang versé des Pallantides", Aphrodite, prologue. (et scholie à Hippolyte, 10).
- Pausanias, I, 22, 2 ; 28, 10.